# Equazione di Pauli
L'equazione di Pauli, dal nome del fisico austriaco Wolfgang Pauli che l'ha formulata nel 1927, è una estensione dell'equazione di Schrödinger relativa a una particella di spin 1/2, come ad esempio un elettrone, che interagisce con il campo elettromagnetico. Rappresenta il limite non-relativistico dell'equazione di Dirac, vale a dire il limite per particelle la cui velocità è sufficientemente bassa da poter trascurare gli effetti relativistici.

## L'equazione e la derivata covariante
L'equazione di Pauli si scrive:
{\displaystyle i\hbar {\frac {\partial }{\partial t}}\psi (\mathbf {r} ,t)=\left[{\frac {1}{2m}}({\vec {\mathbf {\sigma } }}\cdot ({\vec {\mathbf {p} }}-q{\vec {\mathbf {A} }}))^{2}+q\phi \right]\psi (\mathbf {r} ,t)}
Dove: 
- {\displaystyle m\ \ } è la massa della particella;
- {\displaystyle q\ \ } la carica elettrica;
- {\displaystyle {\vec {\mathbf {\sigma } }}\ \ } sono le tre matrici di Pauli;
- {\displaystyle {\vec {\mathbf {p} }}\ \ } è l'operatore momento dato da {\displaystyle -i\hbar {\vec {\mathbf {\nabla } }}};
- {\displaystyle {\vec {\mathbf {A} }}\ \ } è il potenziale vettore, legato al campo magnetico;
- {\displaystyle \phi \ \ } è il potenziale scalare, legato al campo elettrico;
- {\displaystyle \psi (\mathbf {r} ,t)} è lo spinore funzione d'onda a due componenti.

L'equazione può essere collegata all'equazione di Schrödinger se si sostituiscono le normali derivate parziali con le derivate covarianti:
{\displaystyle {\frac {\partial }{\partial t}}\rightarrow {\frac {\partial }{\partial t}}-{\frac {q}{i\hbar }}\phi },
{\displaystyle {\vec {\mathbf {p} }}\rightarrow {\vec {\mathbf {p} }}-q{\vec {\mathbf {A} }}}.
Questa sostituzione è alla base delle teorie di gauge.